# Chakchiuma
Chakchiuma, /od saktchi 'crawfish,' + huma 'red,' =red crawfish people; možda se odnosi na totemski klan/  pleme američkih Indijanaca porodice Muskhogean nastanjeno u 18. stoljeću duž rijeke Yalobusha, pritoci Yazooa, na području današnje države Mississippi. Rana populacija (1650) iznosila je oko 1,200. Sami sebe Chakchiume su nazivali Shåktci homma, ili "Red Crawfish [People]," a etnički su najsrodniji s Houmama od kojih su Houme po svoj prilici separirali u vrijeme prije kontakta s Europljanima. 
Prema tradiciji oni dolaze sa zapada u isto vrijeme kada i Chickasawi i Choctawi, naselivši među njima, a govorili su dijelakteom srodnim chickasawu i choctawu. Svoj prvi kontakt s Europljanima bio je 1540. kada je Hernando de Soto bio među među Chickasawima. Ovi Španjolci tada su ih nazivali Sacchuma, a ranih 1700.-tih Francuzi ovaj naziv skračuju na Ouma (odnosno danas Houma (=crven), što je postao naziv za odmetnute Houme.
Početkom 18 stoljeća (1700) Englezi nagovaraju Quapaw Indijance da ih napadnu i domognu se robova koje su naumili brodovima odvest u svoje kolonije, no ovaj naum im nije uspio. Ratoborni Chakchiume isprva će se sredinom prve polovice 18. stoljeća sukobiti s Chickasawima no do sredine druge polovice istog stoljeća nestat će u populaciji Chickasaw i Choctawa. Potomci njihovih rođaka Houma uspjeli su se održati do danas. 

## Vanjske poveznice
- Chakchiuma Indian History